# Syzygium legatii
Syzygium legatii är en myrtenväxtart som beskrevs av Burtt Davy och Percy James `Peter' Greenway. Syzygium legatii ingår i släktet Syzygium och familjen myrtenväxter. Inga underarter finns listade i Catalogue of Life.